# Eleição municipal de São Carlos em 2008
A eleição municipal de São Carlos em 2008 foi o 15.º pleito eleitoral realizado na história do município. Ocorreu oficialmente em 1 de outubro e foi disputada em turno único, dado que São Carlos por não ter 200 000 eleitores registrados e aptos ao voto, não atende ao critério eleitoral definido pelo inciso II do artigo n.º 29 da Constituição Federal para a realização de um 2.º turno caso nenhum dos candidatos a prefeito alcance maioria absoluta dos votos. Neste caso, o(a) vencedor(a) é escolhido por maioria simples.
Segundo dados do Tribunal Superior Eleitoral, 154 472 eleitores compunham o eleitorado são-carlense apto a eleger 1 prefeito, 1 vice–prefeito e 13 vereadores para a Câmara Municipal em 2008.

## Candidaturas oficiais
| N.º | Candidato         | Partido | Vice                    | Coligação                                                                           | Situação   |
| --- | ----------------- | ------- | ----------------------- | ----------------------------------------------------------------------------------- | ---------- |
| 13  | Oswaldo Barba     | PT      | Emerson Leal (PMDB)     | O Trabalho Sério vai continuar PT / PMDB / PDT / PTB / PSC / PR / PTC / PRP / PCdoB | Eleito     |
| 25  | Airton Garcia     | DEM     | Caio Sales (DEM)        | A Força do Povo DEM / PP / PSL / PTN / PRTB                                         | Não eleito |
| 40  | Regina Bortolotti | PSB     | Doutor Francisco (PSB)  | Sem coligação                                                                       | Não eleito |
| 45  | Paulo Altomani    | PSDB    | Bragatto (PV)           | Agora é São Carlos PSDB / PV / PPS / PSDC / PHS / PMN / PTdoB                       | Não eleito |
| 50  | Julieta Lui       | PSOL    | Aparecido Irineu (PSOL) | PSOL / PSTU                                                                         | Não eleito |

## Campanha eleitoral
Nesta campanha eleitoral, novamente a polarização entre PT, PSDB e DEM foi destaque, assim como foi na eleição de 2004. Três candidatos disputaram o pleito de forma competitiva: Oswaldo Barba (PT), ex-reitor da UFSCar e estreante na política, era o candidato governista indicado pelo prefeito em exercício à época Newton Lima (PT) e apoiado pelo governo federal, comandado à época pelo presidente da República Luiz Inácio Lula da Silva (PT); o empresário Paulo Altomani (PSDB), candidato à prefeito pela 4.ª vez seguida, contava, por sua vez, com o apoio do governo estadual, à época governado por José Serra (PSDB); e o também empresário, Airton Garcia (DEM), ex-vice-prefeito de São Carlos entre 1997 e 2000, tendo chegado a assumir o cargo por três meses durante afastamento do ex-prefeito Dagnone de Melo, acusado de improbidade administrativa.

## Resultados eleitorais

### Poder Executivo
Com a administração municipal petista gozando de bons índices de popularidade, Oswaldo Barba (PT) sagrou-se vencedor do pleito após ter sido o candidato mais votado, conquistando 43 888 votos, o equivalente a 35,41% dos votos válidos. Seu mandato à frente do Poder Executivo municipal teve início em 1 de janeiro de 2009 e foi concluído em 31 de dezembro de 2012.
| Candidatos a prefeito(a)   | Candidatos a prefeito(a) | Candidatos a vice-prefeito(a) | Votação | Votação     |
| Candidatos a prefeito(a)   | Candidatos a prefeito(a) | Candidatos a vice-prefeito(a) | Total   | Porcentagem |
| -------------------------- | ------------------------ | ----------------------------- | ------- | ----------- |
|                            | Oswaldo Barba (PT)       | Emerson Leal (PMDB)           | 43 888  | 35,41%      |
|                            | Paulo Altomani (PSDB)    | Bragatto (PV)                 | 41 354  | 33,36%      |
|                            | Airton Garcia (DEM)      | Caio Salles (DEM)             | 36 982  | 29,83%      |
|                            | Julieta Lui (PSOL)       | Aparecido Irineu (PSOL)       | 1 008   | 0,81%       |
|                            | Regina Bortolotti (PSB)  | Doutor Francisco (PSB)        | 724     | 0,58%       |
| Total de votos válidos     | Total de votos válidos   | Total de votos válidos        | 123 956 | 123 956     |
| Votos apurados             |                          |                               |         |             |
| Votos válidos              | Votos válidos            | Votos válidos                 | 123 956 | 92,74%      |
| Votos em branco            | Votos em branco          | Votos em branco               | 3 277   | 2,45%       |
| Votos nulos                | Votos nulos              | Votos nulos                   | 6 435   | 4,81%       |
| Total de votos apurados    | Total de votos apurados  | Total de votos apurados       | 133 668 | 133 668     |
| Participação do eleitorado |                          |                               |         |             |
| Comparecimentos            | Comparecimentos          | Comparecimentos               | 133 668 | 86,53%      |
| Abstenções                 | Abstenções               | Abstenções                    | 20 804  | 13,47%      |
| Total de eleitores aptos   | Total de eleitores aptos | Total de eleitores aptos      | 154 472 | 154 472     |
| Fonte: Fundação SEADE      |                          |                               |         |             |

### Poder Legislativo
Nesta eleição, a cidade de São Carlos escolheu para o seu legislativo, 13 vereadores, sendo eleitos 3 pelo PT e pelo PSDB, 2 cadeiras para o DEM e o PMDB, e uma para o PR, outra para o PTB e outra para o PV.
| Nome do eleito                | Partido | Votos | %    |
| ----------------------------- | ------- | ----- | ---- |
| Dr. Normando                  | PSDB    | 4.449 | 3,65 |
| Julio Cesar                   | DEM     | 3.684 | 3,02 |
| Lineu Navarro                 | PT      | 3.087 | 2,53 |
| Edson Fermiano                | PR      | 3.073 | 2,52 |
| Roberto Mori                  | PV      | 2.396 | 1,97 |
| José Alvim Filho              | PT      | 2.316 | 1,90 |
| Dorival Mazola                | PSDB    | 2.216 | 1,82 |
| José Luiz Rabello             | PSDB    | 2.197 | 1,80 |
| Laíde das Graças Simões       | PMDB    | 2.027 | 1,66 |
| Ditinho Matheus               | PMDB    | 1.746 | 1,43 |
| Ronaldo Lopes                 | PT      | 1.682 | 1,38 |
| Antônio Lopes Catharino       | PTB     | 1.562 | 1,28 |
| Equimarcilias de Souza Freire | DEM     | 1.303 | 1,07 |